# جيمس إدوين ريتشاردز
جيمس إدوين ريتشاردز (بالإنجليزية: James Edwin Richards)‏ هو صحفي أمريكي، ولد في 1945، وتوفي في 18 أكتوبر 2000.